# Convento do Bom Pastor (Porto)

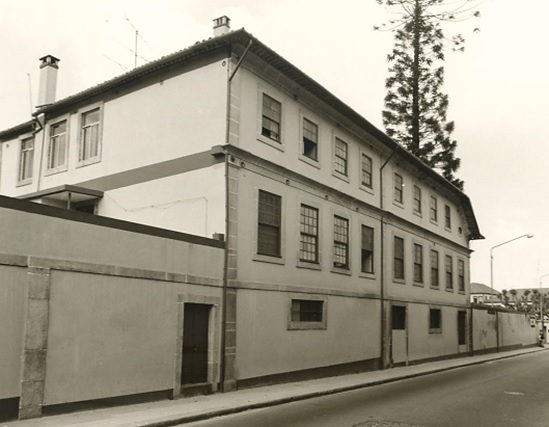
O Convento das Irmãs do Bom Pastor na cidade do Porto, em Portugal.

O Convento do Bom Pastor, também referido como Convento das Irmãs do Bom Pastor ou Recolhimento do Bom Pastor, é um convento da Congregação de Nossa Senhora da Caridade do Bom Pastor que se localiza na Rua de Vale Formoso, freguesia de Paranhos, na cidade e distrito do Porto, em Portugal.

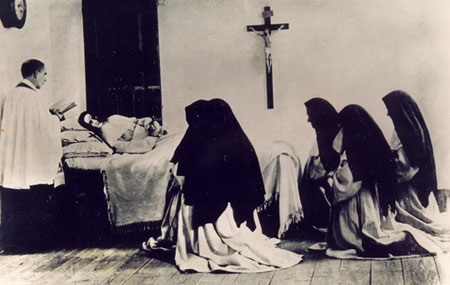
Momento da morte da Irmã Maria do Divino Coração, condessa Droste zu Vischering, no Convento do Bom Pastor do Porto (1899).

Neste convento viveu e morreu com fama de santidade a Beata Irmã Maria do Divino Coração, condessa Droste zu Vischering, que foi nomeada Madre Superiora da comunidade local das religiosas do Bom Pastor e se tornou bastante conhecida por ter influenciado o Papa Leão XIII a efectuar a consagração do Mundo ao Sagrado Coração de Jesus. Posteriormente, no ano de 1964, ela foi proclamada Venerável pela Igreja Católica e foi depois beatificada no dia 1 de Novembro de 1975 pelo Papa Paulo VI.
Este convento tornou-se num importante local de peregrinação por parte dos cristãos que procuram aprofundar a sua devoção ao Sagrado Coração de Jesus por meio da vida e obra da Irmã Maria do Divino Coração. Possui duas capelas para culto público e um museu com inúmeras relíquias da Bem-aventurada.
Encontra-se em funcionamento, na atualidade, como convento de religiosas e, ainda, como centro de espiritualidade (inclui duas salas museu).